# Citostoma
Em biologia, chama-se citostoma (o mesmo que “boca celular”) a um poro permanente na membrana celular de muitos protozoários unicelulares, como os ciliados, por onde entram as partículas de alimento. Por vezes, este poro encontra-se no fundo de um sulco oral que pode estar armado de cílios ou cirros, que ajudam na entrada dos alimentos. Ao entrarem na célula, as partículas de alimento são depositadas num vacúolo digestivo.